# 1980年モスクワオリンピックのチェコスロバキア選手団
1980年モスクワオリンピックのチェコスロバキア選手団（1980ねんモスクワオリンピックのチェコスロバキアせんしゅだん）は、1980年7月19日から8月3日にかけてソビエト連邦の首都モスクワで開催された1980年モスクワオリンピックのチェコスロバキア選手団、およびその競技結果。

## 概要
今大会は金メダル2個、銀メダル3個、銅メダル9個の合計13個のメダルを獲得した。

## メダル
| メダル | 選手名                                                                                | 競技   | 種目                       |
| ------ | ------------------------------------------------------------------------------------- | ------ | -------------------------- |
| 銀     | イムリフ・ブガール                                                                    | 陸上   | 男子円盤投                 |
| 銀     | ヤルミラ・クラトフビロバ                                                              | 陸上   | 女子400m                   |
| 銅     | ウラジーミル・コツマン                                                                | 柔道   | 男子95kg超級               |
| 銅     | テオドル・チェルニー マルティン・ペンツ イジー・ポコルニー イゴル・スラーマ           | 自転車 | 男子4000m団体追い抜き      |
| 銅     | ミハエル・クラサ ヴラスティボル・コネチュニー アリピ・コスタディノフ イジー・シュコダ | 自転車 | 男子チームタイムトライアル |